# 上西怜
上西怜（日语：／ Jonishi Rei */?，2001年5月28日—）是日本偶像藝人，為女子偶像團體NMB48 Team M前成員，滋賀縣湖南市出身，前所屬經紀公司為Showtitle。同時為時尚雜誌《S Cawaii！》常規模特兒。2016年以NMB48五期生身分出道。2025年4月10日自NMB48畢業。

## 經歷
2016年4月，於「NMB48第五期生徵選會」中合格，成為NMB48的第5期研究生。6月28日，作為NMB48第5期研究生之一，首次於NMB48劇場披露。為上西惠的妹妹，是NMB48中首對姊妹在籍的成員。
2017年3月，從中學畢業後，升讀高中。10月12日，於「NMB48 ARENA TOUR 2017@大阪城表演廳」第二日公演中，宣布升格到Team BII。12月27日發行的NMB48第17張單曲《呵呵人類》，首次成為單曲選拔成員。
2018年6月16日，於「AKB48第53張單曲世界選拔總選舉」中獲得14,985票，排名第98位，為首次進入圈內。
2020年2月，從高中畢業。11月25日，發行個人第一本寫真集《水的溫度》（水の温度）。11月29日，為了紀念寫真集發行，舉辦首次個人冠名LIVE「水的溫度～在這個世界與你和二人～」（水の温度 ～この世界にキミとふたり～）。。12月，在「全日本寫真偶像大賞2020」中獲得偶像部門獎。
2021年2月26日，首部個人影像作品「上西怜第一本寫真集《水的溫度》製作花絮影片」以DVD與Blu-ray形式發售。
2022年1月1日，於「2022新春組閣發表會」中，宣布所屬隊伍轉移至Team M。2月23日發行的NMB48第26張單曲《在恋與愛之間》，與梅山戀和共同擔任Center，這是上西第一次擔任單曲的Center。7月16日，宣布成為女性時尚雜誌《S Cawaii！》的常規模特兒。
2023年4月3日，發行以時尚與美妝為主題的風格書《Rei Jonishi STYLE BOOK@FASHION&BEAUTY petite fille 小さい女の子》。接著在6月4日，發行寫真專輯風格書《Rei Jonishi STYLE BOOK@GRAVURE Coquettish 色っぽい女の子》，均由主婦之友社出版。兩個月內發行兩本風格書，是創刊22年的《S Cawaii!》史上首次的嘗試。
2024年10月8日，於「NMB48 14th Anniversary LIVE 〜Emotional〜」宣布畢業。10月9日發行的NMB48第30張單曲《全力以赴》中收錄了上西第一首獨唱曲《夕陽去哪了？》（夕陽はどこへ行く?）。
2025年3月7日，發行第二本個人寫真集《我的風格》（私らしさ）。3月27日，於ORIX劇場舉行畢業演唱會「NMB48 上西怜 畢業演唱會 〜只屬於你的偶像♡〜」（NMB48 上西怜 卒業コンサート 〜君だけのアイドル♡〜）。4月10日，於Team M 5th Stage「M的簽名」（Mのサイン）公演中舉辦畢業公演，正式從NMB48畢業。

## 人物
- 姐姐為NMB48一期生上西惠，堂姐為女子組合東京勁舞娃娃成員上西星來[31]。

## 音樂作品

### NMB48單曲CD
|      | 發行日期       | 單曲名稱                | 參與歌曲名稱            | 名義       | 收錄於 | MV | 備註                           |
| ---- | -------------- | ----------------------- | ----------------------- | ---------- | ------ | -- | ------------------------------ |
| 16th | 2016年12月28日 | 除我之外的人            | 太陽從坡路上升起之時    | 研究生     | 劇場盤 | ★  | 出道作品                       |
| 16th | 2016年12月28日 | 除我之外的人            | 途中下車                |            | 全版本 |    |                                |
| 17th | 2017年12月27日 | 呵呵人類                | 呵呵人類                |            | 全版本 | ★  | A面曲 初次进入选拔             |
| 17th | 2017年12月27日 | 呵呵人類                | 普通的水                | Team BII   | Type-C | ★  |                                |
| 18th | 2018年04月04日 | 欲望者                  | 欲望者                  |            | 全版本 | ★  | A面曲                          |
| 18th | 2018年04月04日 | 欲望者                  | 別無藥可救              | Team BII   | Type-C | ★  |                                |
| 18th | 2018年04月04日 | 欲望者                  | Good Timing             |            | Type-D | ★  |                                |
| 19th | 2018年10月17日 | 即使是我也會哭泣的啊    | 即使是我也會哭泣的啊    |            | 全版本 | ★  | A面曲                          |
| 19th | 2018年10月17日 | 即使是我也會哭泣的啊    | 職務質問                | Team BII   | Type-C | ★  |                                |
| 20th | 2019年02月20日 | 在壁龕上端坐的女生      | 在壁龕上端坐的女生      |            | 全版本 | ★  | A面曲                          |
| 20th | 2019年02月20日 | 在壁龕上端坐的女生      | Update                  | Team BII   | Type-C | ★  |                                |
| 20th | 2019年02月20日 | 在壁龕上端坐的女生      | 粉色的世界              |            | Type-D | ★  |                                |
| 20th | 2019年02月20日 | 在壁龕上端坐的女生      | 第二道門                |            | 劇場盤 |    |                                |
| 21st | 2019年08月14日 | 回母校吧！              | 回母校吧！              |            | 全版本 | ★  | A面曲                          |
| 21st | 2019年08月14日 | 回母校吧！              | 儒艮是儒艮              | Team BII   | Type-C | ★  |                                |
| 22nd | 2019年11月06日 | 初戀至上主義            | 初戀至上主義            |            | 全版本 | ★  | A面曲                          |
| 22nd | 2019年11月06日 | 初戀至上主義            | 無限大Knock             | Team BII   | Type-C |    |                                |
| 23rd | 2020年08月19日 | 因為因為因為            | 因為因為因為            |            | 全版本 | ★  | A面曲                          |
| 23rd | 2020年08月19日 | 因為因為因為            | Be happy                | Team BII   | Type-C |    |                                |
| 23rd | 2020年08月19日 | 因為因為因為            | 喜欢上你真是抱歉        | LAPIS ARCH | Type-D | ★  | 翻唱自CHAO（吉本坂46）         |
| 24th | 2020年11月18日 | 戀愛之類的No Thank You! | 戀愛之類的No Thank You! |            | 全版本 | ★  | A面曲                          |
| 24th | 2020年11月18日 | 戀愛之類的No Thank You! | I Love豬肉包            |            | 全版本 |    |                                |
| 24th | 2020年11月18日 | 戀愛之類的No Thank You! | 青春念佛                | Team BII   | Type-C |    |                                |
| 25th | 2021年6月16日  | 垂柳                    | 垂柳                    |            | 全版本 | ★  | A面曲                          |
| 25th | 2021年6月16日  | 垂柳                    | 陷阱                    |            | 全版本 |    |                                |
| 26th | 2022年02月23日 | 在戀與愛之間            | 在戀與愛之間            |            | 全版本 | ★  | A面曲 與梅山戀和共同擔任Center |
| 26th | 2022年02月23日 | 在戀與愛之間            | 夢中人                  |            | 劇場盤 |    |                                |
| 27th | 2022年09月21日 | 喜歡昆蟲                | 喜歡昆蟲                |            | 全版本 | ★  | A面曲                          |
| 27th | 2022年09月21日 | 喜歡昆蟲                | 為何我站著？            | Team M     | Type-B |    |                                |
| 28th | 2023年10月04日 | 渚最棒了!               | 渚最棒了!               |            | 全版本 | ★  | A面曲                          |
| 28th | 2023年10月04日 | 渚最棒了!               | 要去教職員室嗎?         | Team M     | Type-B |    | Center                         |
| 29th | 2024年5月22日  | 這就是愛嗎?             | 這就是愛嗎?             |            | 全版本 | ★  | A面曲                          |
| 29th | 2024年5月22日  | 這就是愛嗎?             | Now                     |            | 全版本 |    |                                |
| 29th | 2024年5月22日  | 這就是愛嗎?             | 青春跳躍                | Team M     | Type-B |    | Center                         |
| 29th | 2024年5月22日  | 這就是愛嗎?             | 青春Tetrapod            | TETRA      | 劇場盤 |    |                                |
| 29th | 2024年5月22日  | 這就是愛嗎?             | 乙女冰淇淋              | TETRA      | 劇場盤 |    |                                |
| 30th | 2024年10月9日  | 全力以赴                | 全力以赴                |            | 全版本 | ★  | A面曲                          |
| 30th | 2024年10月9日  | 全力以赴                | 我真的很愛你            | 紅組       | Type-B |    |                                |
| 30th | 2024年10月9日  | 全力以赴                | 夕陽去哪了？            |            | 全版本 | ★  | 畢業獨唱曲                     |

### AKB48單曲CD
|      | 發行日期       | 單曲名稱   | 參與歌曲名稱     | 名義                         | 收錄於 | MV | 備註 |
| ---- | -------------- | ---------- | ---------------- | ---------------------------- | ------ | -- | ---- |
| 50th | 2017年11月22日 | 11月的腳鏈 | 法定速度與優越感 | U-17選拔                     | Type-E | ★  |      |
| 51st | 2018年03月14日 | Ja-Ba-Ja   | 犯蠢             | NMB48                        | Type-B | ★  |      |
| 53rd | 2018年09月19日 | 感傷列車   | 浪花的訊息       | 第10屆世界選拔總選舉紀念小组 | Type-D | ★  |      |
| 54th | 2018年11月28日 | NO WAY MAN | 早安開啟的世界   | U-19選拔2018                 | Type-C | ★  |      |

### NMB48專輯CD
|      | 發行日期       | 專輯名稱                   | 參與歌曲名稱        | 名義 | 收錄於         | 備註     |
| ---- | -------------- | -------------------------- | ------------------- | ---- | -------------- | -------- |
| 03rd | 2017年08月02日 | 難波愛～現在、想到的事情～ | 竟然是新加坡        |      | 全版本         |          |
| 03rd | 2017年08月02日 | 難波愛～現在、想到的事情～ | 難波愛              |      | 全版本         | 全员演唱 |
| 03rd | 2017年08月02日 | 難波愛～現在、想到的事情～ | 最最最 最高！       |      | 劇場盤         |          |
| 4th  | 2023年3月8日   | NMB13                      | Done                |      | 全版本         | 主打曲   |
| 4th  | 2023年3月8日   | NMB13                      | 青春的單圈時間 2023 |      | 全版本         |          |
| 4th  | 2023年3月8日   | NMB13                      | 現在的道頓堀        |      | Type-B、劇場盤 |          |
| 4th  | 2023年3月8日   | NMB13                      | 想像的手槍          |      | 劇場盤         |          |

### 劇場公演公演曲
| 公演名稱                                 | 參與歌曲名稱       | 備註                       |
| ---------------------------------------- | ------------------ | -------------------------- |
| 研究生時期                               |                    |                            |
| 研究生「傳不到的傳達物」公演             | 裙襬飄飄           |                            |
| 研究生「傳不到的傳達物」公演             | 制服真礙事         |                            |
| 小嶋Team BII時期                         |                    |                            |
| Team BII 4th Stage「戀愛禁止條例」公演   | 心型病毒           | 武井紗良的代演             |
| Team BII 4th Stage「戀愛禁止條例」公演   | 傲嬌女孩           | 矢倉楓子的代演             |
| Team BII 4th Stage「戀愛禁止條例」公演   | 盛夏的聖誕玫瑰     |                            |
| 嘉德麗雅組「天使在這裡」公演             | 新的拖鞋           |                            |
| 嘉德麗雅組「天使在這裡」公演             | 拉鏈               | 須藤凜凜花的代演           |
| 嘉德麗雅組「天使在這裡」公演             | 第一顆星星         | 安田桃寧的代演             |
| 嘉德麗雅組「天使在這裡」公演             | 在世界被雪淹沒之前 | 小嶋花梨的代演             |
| 嘉德麗雅組「天使在這裡」公演             | 即使100年前        | 安田桃寧的代演             |
| Team M 4th Stage「偶像的黎明」公演       | 殘念少女           | 安田桃寧的代演             |
| Team M 4th Stage「偶像的黎明」公演       | 天國野郎           | 西澤瑠莉奈、鵜野瑞希的代演 |
| Team BII 5th Stage「第二扇門」公演       | 誤解               | 山本彩加的代演             |
| Team BII 5th Stage「第二扇門」公演       | 完美的Gu字音       |                            |
| 原Team M時期                             |                    |                            |
| Team M 4th Stage「戀愛突然從天而降」公演 | She'sgone          |                            |

## 演出

### 電視劇
- 第1集（朝日放送電視台）
  - Season1 #10 ギャンブルデスゲームドラマ「トゥルーギャンブラー怜」（2019年6月23日）：飾演 劍野怜
  - Season2 #11 SFホラードラマ「スペースエイリアン」（2020年9月27日） ：飾演 シフト[32]
- アイドル失格（2024年1月13日－3月30日，BS松竹東急）：飾演 空野あかり[33]

### 舞台劇
- 吉本新喜劇×NMB48 音樂劇《偉大的笑 man》（2022年5月14日－22日，COOL JAPAN PARK OSAKA WW會館／5月26日－29日，明治座）[34]
- 特別公演《傳說的一日》「第四場 明石家秋刀魚的駐在先生」（2022年4月2日，難波豪華花月）[35]
- 博多座25周年記念作品「新生!熱血ブラバン少女。」（2024年4月6日－21日，博多座／4月26日－28日，新歌舞伎座）：飾演 荒木唯[36][37][38]

### 電台
- 上西怜的Catch！（2020年－，FM滋賀）[39][40]
- Mタウン（2021年10月26日－2024年10月21日，MBS電台）- 週替常規出演[41]

### 廣告
- 大阪Evessa 應援大使（2023年8月6日－）[42]

### 活動
- 大阪Infiorata 2021「花卉聖誕節」開幕典禮（2021年12月15日，阿倍野Harukas Harukas300 天空庭園）[43]
- Cinderella Fes vol.10（2023年4月5日，国立代代木競技場第一体育館）[44]

## 書籍

### 寫真集
- 水的溫度（水の温度；2020年11月25日，集英社）[45]
- Rei Jonishi STYLE BOOK@FASHION&BEAUTY petite fille 小さい女の子（2023年4月3日 / Amazon限定封面版本：4月7日，主婦之友社）ISBN 978-4074530496 / ISBN 978-4074550548
- 旬撮GIRLS Vol.14（2023年4月6日，扶桑社）- 封面 ISBN 978-4594620226[46][47]
- 我的風格（私らしさ；2025年3月7日，主婦之友社）[48]

### 雜誌連載
- 月刊ENTAME（德間書店）
  - 梅山戀和&上西怜的SPORTS CHALLENGE（2018年12月19日－2021年9月30日）- 與梅山戀和共同連載[49]
  - 上西住宅&梅山不動產（2021年10月29日－2022年3月30日）- 與梅山戀和共同連載[50]
  - 上西住宅&安部不動產（2022年4月28日－）- 與安部若菜共同連載[51]
- S Cawaii！（2022年7月16日－，主婦之友社）- 常規模特兒[3][52]

## 外部連結
- 上西怜官方粉絲俱樂部（日語）
- 舊FC（日語）
- NMB48個人介紹頁（日語）
- 上西怜的X（前Twitter）（日語）
- 上西怜的Instagram帳戶 （日語）
- NMB48官方部落格（上西怜） （页面存档备份，存于）（日語）
- 上西怜的TikTok（日語）
- 上西 怜（NMB48）的SHOWROOM專頁（日語）
- 上西怜首本写真集《水的溫度》官方的X（前Twitter）（日語）